# Marquesado de Villatorcas
El marquesado de Villatorcas es un título nobiliario español concedido el 23 de diciembre de 1690 por el rey Carlos II a favor de José de Castellví y Alagón, capitán general de Mallorca y miembro del Consejo Supremo de Aragón.
La denominación del título se refiere a la población de Villatorcas del municipio de Segorbe, perteneciente a la provincia de Castellón, en la Comunidad Valenciana.

## Historia de los marqueses de Villatorcas
- José de Castellví y Alagón, I marqués de Villatorcas.[1]

Casó con Guiomar Coloma y Pujades de Borja, hija de Juan Andrés Coloma Calvillo, IV  conde de Elda y capitán general de la costa de Granada, y de Isabel Francisca Pujades de Borja y Matheu, II condesa de Anna. Sucedió su hijo:
- Juan Basilio de Castellví Coloma (m. 17 de enero de 1754), II marqués de Villatorcas,[4] gobernador de Valencia y virrey de Nápoles.[4]

Contrajo matrimonio, el 26 de febrero de 1702, con Francisca María de Cervellón y Palafox (m. 20 de marzo de 1752), IV condesa de Cervellón, grande de España. Sucedió su hija:
- Laura de Castellví (m. 1 de febrero de 1799), III marquesa de Villatorca,[5] VI condesa de Cervellón, grande de España,[4] y XII condesa de Elda.[5]

Casó, el 13 de marzo de 1754, con Antonio Osorio de Guzmán, hijo de Manuel José Pérez de Osorio y Vega Enríquez de Guzmán, VII conde de Grajal, VI marqués de Montaos, V conde de Villanueva de Cañedo, IX conde de Fuensalida, señor de Villafuerte, de Villacís y de Cervantes, y de su segunda esposa, Josefa Antonia de Guzmán y Spínola, VI condesa de Villaumbrosa.
- Felipe Carlos Osorio y Castellví (1762-23 de octubre de 1815), IV marqués de Villatorcas,[5] VI conde de Cervellón, grande de España,[4] XIII conde de Elda,[2] VII marqués de Nules, VIII marqués de Quirra en Cerdeña, XII conde de Anna,[5] caballero de la Orden de Alcántara desde el 29 de abril de 1770, gran cruz de la Orden de Carlos III por decreto de 4 de abril de 1794,[7] capitán general de Valencia y Murcia.

Casó, el 21 de noviembre de 1789, con María Magdalena de la Cueva y de la Cerda, hija de Miguel José de la Cueva, XIII duque de Alburquerque, y de Cayetana de la Cerda Cernesio. Le sucedió su hijo:
- Felipe María Osorio y de la Cueva (m. 5 de febrero de 1859), V marqués de Villatorcas,[9] VII conde de Cervellón,[4] V marqués de la Mina,[10] dos veces grande de España, XIV conde de Elda, VIII marqués de Nules,  XIII conde de Anna y X conde de Pezuelas de las Torres.[9]

Casó, el 26 de septiembre de 1821, con Francisca de Asís Gutiérrez de los Ríos y Solís (m. 1838), II duquesa de Fernán Núñez, VII marquesa de Castel Moncayo, dos veces grande de España, XII condesa de Barajas, XI marquesa de Alameda, V condesa de Villanueva de las Achas, XI condesa de Molina de Herrera, XII marquesa de Miranda de Anta, VII condesa de Saldueña y XX señora de Higuera de Vargas y Espadero. Le sucedió su hija:
- María del Pilar Osorio y Gutiérrez de los Ríos (Madrid, 10 de diciembre de 1829-Chateau de Dave, Namur, Bélgica, 1 de septiembre de 1921),[13] VI marquesa de Villatorcas,[9] III duquesa de Fernán Núñez,[14][15] VIII condesa de Cervellón,[4] VI marquesa de la Mina,[10] VIII marquesa de Castel-Moncayo,[11] XX condesa de Siruela,[16] XIII condesa de Barajas,[12] V duquesa del Arco,[17] XV condesa de Elda,[2] ocho veces grande de España, VII duquesa de Montellano, XII marquesa de Alameda, IX marquesa de Nules,[9] marquesa de Castelnovo, VIII marquesa de Pons, marquesa de Plandogan, marquesa de Miranda de Anta, VI condesa de Frigiliana, XIV condesa de Anna, condesa de Molina de Herrera, condesa de Montehermoso y IX condesa de Puertollano.[13] Fue dama de las reinas Isabel II, María de las Mercedes y María Cristina.[13]

Casó, el 14 de octubre de 1852, con Manuel Luis Pascual Falcó D'Adda y Valcárcel (n. Milán, 26 de febrero de 1838), XII marqués de Almonacir, barón de Benifayó, V marqués del Arco y de Montellano. Le sucedió su hijo:
- Manuel Falcó y Osorio (Dave, Namur, 30 de septiembre de 1856-Madrid, 8 de mayo de 1927), VII marqués de Villatorcas,[18] IV duque de Fernán Núñez,[19] VII marqués de la Mina[10] XIV conde de Barajas,[12] IX conde de Cervellón,[4] cuatro veces grande de España, XIII marqués de Alameda,[18] XIII marqués de Almonacir,[18] IX marqués de Castelnovo,[18] XIV marqués de Miranda de Anta, X marqués de Nules,[18] XV conde de Anna,[18] X conde de Saldueña, XIII conde de Molina de Herrera, IX conde de Montehermoso, XXII señor de la Higuera de Vargas y Espadero,[18] Fue ministro, senador, caballero de la Orden del Toisón de Oro, mayordomo mayor y embajador en Viena y en Berlín.[20]

Casó, en Madrid el 25 de junio de 1896 con Silvia Álvarez de Toledo y Gutiérrez de la Concha (Nápoles, 13 de junio de 1873-Berlín, 6 de agosto de 1932), IV duquesa de Bivona (título español) y III condesa de Xiquena, hija de José María Álvarez de Toledo y Acuña, II duque de Bivona, y de su esposa Jacinta Gutiérrez de la Concha y Fernández de Luco. Le sucedió su hija en 1928:
- Livia Falcó y Álvarez de Toledo (Dave, 22 de octubre de 1902-marzo de 2003), VIII marquesa de Villatorcas.[22]

Casó, en Madrid el 26 de octubre de 1939, con Pablo Martín y Alonso, teniente general y ministro del ejército. Sucedió su hijo en 2003:
- Pablo Martín-Alonso Falcó (Madrid, 11 de abril de 1942-14 de junio de 2024[23]), IX marqués de Villatorcas,[22] coronel de infantería y maestrante de San Fernando.[23]

Casó en primeras nupcias con María de la Concepción Viñamata y Martorell y en segundas con Isabel Jorge y Padrón. Su hija del segundo matrimonio, Raquel Martín-Alonso Jorge, ha solicitado la sucesión en el marquesado.